# Orbitalring

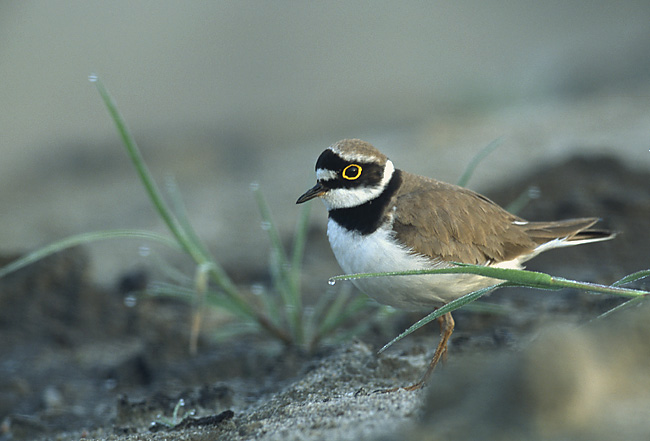
En mindre strandpipare där man tydligt ser den gula orbitalringen.

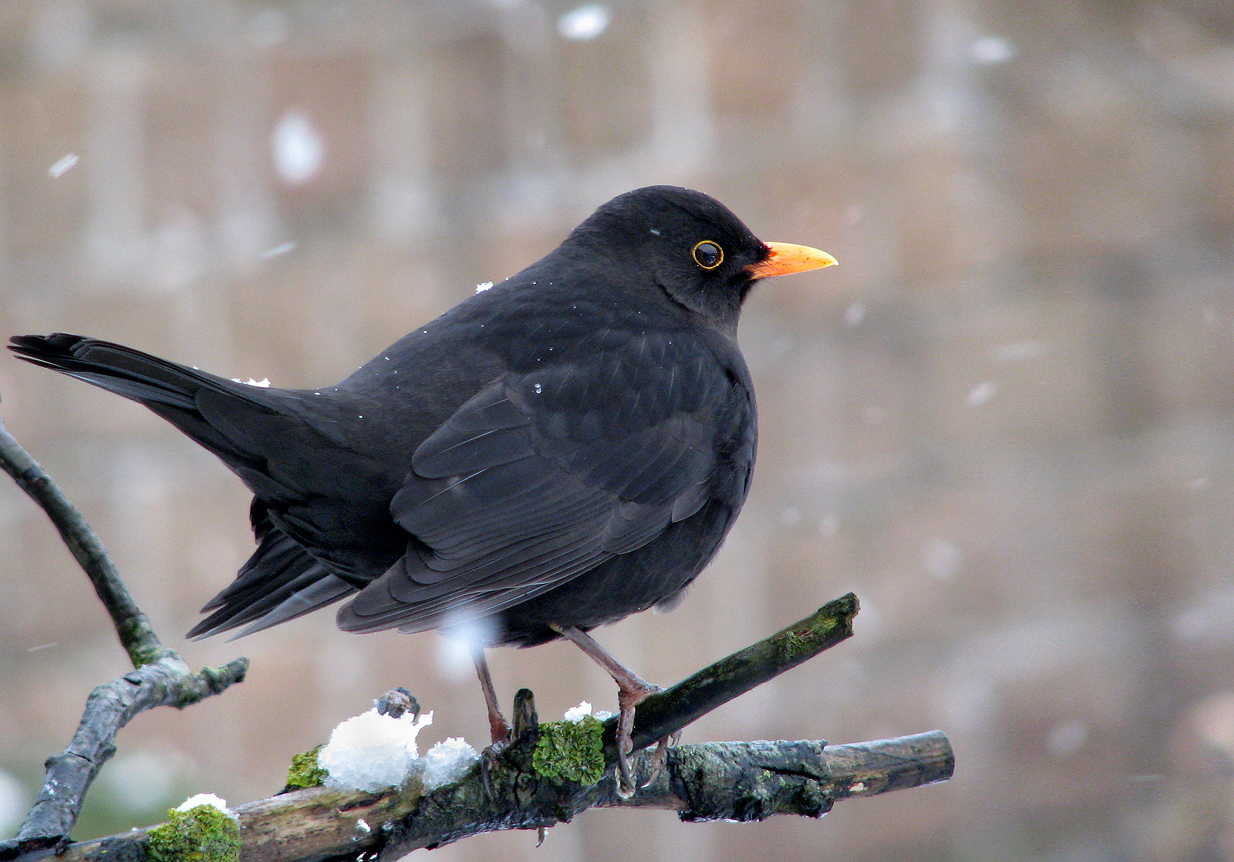
Koltrasthane, med tydlig orbitalring.

Orbitalringen är den bit fjäderlösa hud som sitter runt fåglars ögon och som i det närmaste motsvarar människans ögonlock. Hos många arter har orbitalringen en tydlig färg som också blir kraftigare kring häckningstider.